# Маджлияна
◌̃, ◌̰ (ܡܲܓ̰ܠܝܼܵܢܵܐ, маджлияна, изнашивающий) — диакритический знак в сирийском письме.

## Использование
Используется в новоарамейских языках для обозначения звуков, отсутствующих в классическом сирийском: буква гамал с маджлияной (‎ܓ̰‎) обозначает [d͡ʒ] и называется джамал, каф (‎ܟ̰‎) обозначает [t͡ʃ] и называется чаф, зайн (‎ܙ̃‎) и шин (‎ܫ̃‎) обозначают [ʒ].
В романизации ALA-LC буквы с маджлияной передаются как соответствующие буквы с гачеком: ‎ܓ̰‎ — ǧ, ‎ܟ̰‎ — č, ‎ܙ̃‎ — ž, ‎ܫ̃‎ — š (в последнем случае передача не отличается от обычной буквы ‎ܫ‎).

## Кодировка
В качестве отдельного символа в стандарт Юникод не включён, для его представления рекомендуется использовать тильду сверху (◌̃) и тильду снизу (◌̰).